# Мориниго Мартинес, Ихинио
Ихинио Николас Мориниго Мартинес (исп. Higinio Nicolás Morínigo Martínez; 11 января 1897 — 27 января 1983) — президент Парагвая, диктатор с 1940 по 1948 год.

## Ранние годы
Родился в 1897 году в Парагуари. Его родителями были Хуан Альберто Мориниго, участник битвы при Акоста-Нью в ходе Парагвайской войны, и Пабла Мартинес, уроженка Виллеты. Первые годы своей жизни Ихинио провёл в родном городе, помогая родителям, которые занимались сельским хозяйством. В 1906 году он переехал в Асунсьон, где окончил педагогическое училище, а следом — Национальный колледж.
В 1916 году Мориниго поступил в Военную академию, которую окончил в 1919 году в звании младшего лейтенанта. В условиях гражданской войны 1922—1923 годов Мориниго воздержался от участия в конфликте. В 1926 году произведён в капитаны. 10 декабря 1932 года Мориниго женился на Долорес Феррари, которая родила ему троих сыновей — Эмилио, Хуана Альберто и Гильермо.

## Участие в Чакской войне и приход в политику
В начале Чакской войны в 1932 году был директором школы офицеров запаса. Позже он был произведён в подполковники и направлен в Первый армейский корпус в качестве начальника штаба. Участвовал в битве при Сентено-Гондра, а в конце войны назначен начальником Генерального штаба по инициативе президента Феликса Пайвы. В мае 1940 года назначен военным и морским министром президентом Хосе Феликс Эстигаррибия, а в июне того же года произведён в бригадные генералы.

## Приход к власти
7 сентября 1940 года в авиакатастрофе погиб президент Эстигаррибия. По принятой незадолго до этого новой Конституции должность вице-президента была упразднена, поэтому встал вопрос о преемственности власти. В соответствии с Конституцией, кандидатуру нового президента должен был предложить Государственный Совет. Но в тот же день, вопреки положениям Конституции, в резиденции генерала Николаса Дельгадо состоялся совет военных с целью избрать нового президента страны. Либеральная партия, которая на тот момент была правящей партией, не принимала участия в этой встрече. Среди кандидатов были генералы Эдуардо Виера Торреани, Ихинио Мориниго и Паулино Антола. После серьёзных споров и с согласия армии победителем стал Мориниго, он был избран временным президентом.

## Первые действия на посту президента
Придя к власти, пообещал соблюдать Конституцию 1940 года и продолжить программу правительства своего предшественника. Но вскоре для него пришло время продемонстрировать свою решимость в консолидации власти. В первую очередь необходимо было провести всеобщие выборы, чтобы узаконить его пребывание на посту президента. Однако эти выборы не проводились до 1943 года.
Первым актом правительства Мориниго было торжественное посмертное присвоение Эстигаррибии звания маршала, после чего останки бывшего президента были захоронены в Национальном пантеоне героев.
Старался дистанцироваться от политических партий, как либеральной, так и фашистских и тоталитарных движений того времени. Он сохранил кабинет своего предшественника, который был составлен в основном из либералов, но вскоре рассорился с министрами, заподозрив их в заговоре. В этой ситуации президент распустил весь кабинет в конце сентября 1940 года. Новый кабинет был сформирован наполовину из гражданских, наполовину из военных деятелей.
В идеологическом плане режим Мориниго нашёл опору в движении «tiempistas», возникшем вокруг газеты «El Tiempo» и состоявшем из адвокатов, учёных и банкиров правого уклона, ориентировавшихся на политику Салазара в Португалии и Франсиско Франко в Испании. Газета выступала против сторонников либерализма и индивидуализма, считая их неспособными решать национальные проблемы. Среди видных представителей «tiempistas» были врачи Луис Арганья, Карлос Андраде, Селсо Веласкес, Сигфридо Гросс, Анибал Делмас и другие.
Между тем, военные образовали движение «Frente de Guerra», которое симпатизировало нацизму и восхищалось немецкой армией. Среди лидеров движения выделялись подполковник Викториано Бенитес Вера и полковники Бернардо Аранда и Пабло Станьи.

## Забастовки и отношения с прессой
Среди первоначальных трудностей, с которыми столкнулось правительство Мориниго, была проблема профсоюзов, которые требовали улучшения условий труда. Члены профсоюзов начали проводить систематические всеобщие забастовки, которые быстро переросли в политические, то есть направленные на отставку правительства Мориниго. Представители Парагвайской конфедерации работников обвиняли Мориниго в профашистской ориентации. Позже к забастовкам рабочих присоединились студенческие организации.
Мориниго первоначально реагировал на забастовки мягко и стремился прекратить демонстрации без репрессивных мер. Однако уже в октябре 1940 года он издал указ, учреждавший на острове Пенья-Эрмоза военную тюрьму, которая должна была стать своего рода концентрационным лагерем для противников президента. Эта мера не снизила накала забастовочного движения, и Мориниго издал Указ № 4545 от 8 января 1941 года, который дал полномочия Национальному департаменту труда распустить непокорные профсоюзы. В течение одного года профсоюзы должны были либо прекратить забастовки, либо быть готовыми к репрессиям со стороны государства. В конечном счёте эти меры привели к окончанию забастовок и нормализации ситуации в стране.
Подобным образом Мориниго поступил и с прессой. С начала забастовочной кампании он понял, что контроль над прессой облегчает контроль над общественным мнением. Среди первых правительственные репрессии на себе испытала газета «El Pais»: постановлением от 27 января 1941 года редактор газеты Поликарпо Артаса, который был либералом, был заменён на Леопольдо Рамоса, активного сторонника Мориниго. 22 октября того же года Указом № 9351 учреждён Национальный Департамент прессы и пропаганды (DENAPRO), направленный на контроль за всеми общественными мероприятиями. Пресса, кино, театр теперь должны были предварительно согласовывать свои инициативы с Департаментом. Среди других способов контроля за политической средой применялась смертная казнь за измену родине.

## Роспуск Либеральной партии
Либеральная партия, хотя и ушла в оппозицию с приходом Мориниго к власти, по-прежнему являлась важной политической силой в пределах Парагвая, поэтому была воспринята президентом как препятствие на пути к построению сильного националистического государства. 21 апреля 1942 года ему представилась возможность избавиться от либералов. Министр иностранных дел Боливии Энрике Фино показал Мориниго переписку парагвайских ссыльных в Буэнос-Айресе, просивших поддержке у Боливии с целью свержения правительства в 1937 году. Пользуясь этим, Мориниго 25 апреля 1942 года издал указ об объявлении Либеральной партии вне закона.
В 1943 году был избран президентом на грядущие 5 лет, но не смог завершить свой срок. Между августом и сентябрём 1946 года в стране началась так называемая «Демократическая весна», среди прочего характеризовавшаяся массовыми демонстрациями в центре Асунсьона, и возвращением на родину полковника Рафаэля Франко, лидера Либеральной партии, и других ссыльных политиков.
12 января 1947 года совершил переворот путём размещения членов Национальной Республиканской ассоциации (Партии Колорадо) на должностях министров своего правительства. Это стало причиной начала второй парагвайской гражданской войны, против коалиции из либералов, коммунистов, февралистов и независимых. 8 марта 1947 года произошёл военный мятеж в гарнизоне Энкарнасьона. С помощью парамилитарных формирований Колорадо Guión Rojo и аргентинского вмешательства после нескольких месяцев сражений Мориниго удалось одержать победу, и гражданская война формально закончилась в апреле того же года.
Тем не менее, правительство было свергнуто с помощью военного переворота 3 июня 1948 года, и Мориниго был сменён членом Партии Колорадо Хуаном Мануэлем Фрутосом. Мориниго был сослан в Аргентину до 1954 года, когда он смог вернулся в страну.
Умер в Асунсьоне в 1983 году.